# Better Living Through Chemistry
Better Living Through Chemistry — перший студійний альбом популярного британського ді-джея і музиканта Фетбой Сліма. Випущений лейблом «Skint Records» 23 вересня 1996 року. Назва альбому — це девіз американської хімічної і фармацевтичної фірми  «Дюпон» (англ. DuPont), за допомогою якого вона намагалася розрекламувати валіум (заспокійливе для гіперреактивних дітей) власного виробництва. Зображення на обкладинці альбому (3,5-дюймова дискета) схоже на оформлення альбому «Blue Monday» гурту New Order (5,25-дюймова дискета). Композиції в альбомі за жанром належать до т. зв. «класичного» біг-біту — комбінації фанку, соулу, техно, танцювальних елементів та найкращих джазових ритмів 60-их і 70-их рр. Альбом досяг позиції # 63 у національному британському чарті. Засновник лейблу Skint Records Деміен Гарріс охарактеризував альбом як «more of a compilation than an album» (укр. швидше компіляція, ніж альбом)

## Треклист
1. «Song for Lindy» (Fatboy Slim) — 4:50
2. «Santa Cruz» (Fatboy Slim) — 7:30
3. «Going Out of My Head» (Fatboy Slim, Townshend) — 5:14
4. «The Weekend Starts Here» (Fatboy Slim, Mohammed) — 6:41
5. «Everybody Needs a 303» (Fatboy Slim, Starr) — 5:49
6. «Give the Po' Man a Break» (Fatboy Slim) — 5:50
7. «10th & Crenshaw» (Fatboy Slim) — 4:20
8. «First Down» (Fatboy Slim) — 6:18
9. «Punk to Funk» (Fatboy Slim, Mansfield) — 4:57
10. «The Sound of Milwaukee» (Fatboy Slim) — 6:18
11. «Michael Jackson» (Fatboy Slim, Negativland) — 5:49 or «Es Paradis» (Japan bonus track) — 5:44
12. «Next to Nothing» (Fatboy Slim) (bonus track) — 7:16